# Astragalus kronenburgii
Astragalus kronenburgii là một loài thực vật có hoa trong họ Đậu. Loài này được Kneuck. miêu tả khoa học đầu tiên.